# Preghiera semplice
La preghiera semplice è una preghiera cristiana, conosciuta a partire dall'inizio del Novecento, attribuita a San Francesco anche se il suo vero autore rimane ignoto.

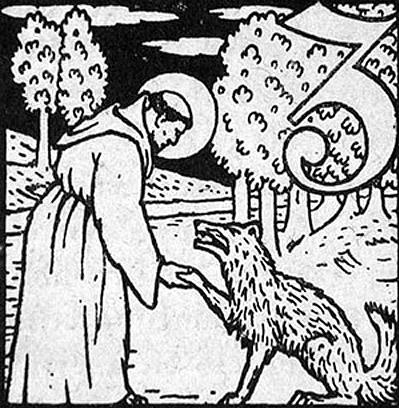
Incisione del 1911 che raffigura San Francesco e il lupo.

## Storia
È stata pubblicata la prima volta in Francia, nella rivista ecclesiastica La Clochette, da Padre Esther Bouquerel nel dicembre 1912. Il testo era in francese, anonimo, e si intitolava Belle prière à faire pendant la messe. In Italia la preghiera è apparsa per la prima volta sull'Osservatore Romano il 20 gennaio 1916.
È tradizionalmente attribuita a San Francesco anche se non ve ne sono riscontri: secondo lo storico Christian Renoux l'attribuzione al santo sarebbe avvenuta nell'ambito del protestantesimo francese, ma comunque in un contesto francescano.

## Testo
La versione originale di questa preghiera è in francese, segue la traduzione in italiano:
Seigneur, faites de moi un instrument de votre paix.
Là où il y a de la haine, que je mette l'amour.
Là où il y a l'offense, que je mette le pardon.
Là où il y a la discorde, que je mette l'union.
Là où il y a l'erreur, que je mette la vérité.
Là où il y a le doute, que je mette la foi.
Là où il y a le désespoir, que je mette l'espérance.
Là où il y a les ténèbres, que je mette votre lumière.
Là où il y a la tristesse, que je mette la joie.
Ô Maître, que je ne cherche pas tant à être consolé qu'à consoler, à être compris qu'à comprendre, à être aimé qu'à aimer, car c'est en donnant qu'on reçoit, c'est en s'oubliant qu'on trouve, c'est en pardonnant qu'on est pardonné, c'est en mourant qu'on ressuscite à l'éternelle vie.»
O Signore, fa' di me uno strumento della tua Pace:
Dove c'è odio, fa' ch'io porti l'Amore.
Dove c'è offesa, ch'io porti il Perdono.
Dove c'è discordia, ch'io porti l'Unione.
Dove c'è dubbio, ch'io porti la Fede.
Dove c'è errore, ch'io porti la Verità.
Dove c'è disperazione, ch'io porti la Speranza.
Dove c'è tristezza, ch'io porti la Gioia.
Dove ci sono le tenebre, ch'io porti la Luce.
O Maestro, fa' ch'io non cerchi tanto:
Essere consolato, quanto consolare.
Essere compreso, quanto comprendere.
Essere amato, quanto amare.
Poiché è dando, che si riceve;
Dimenticando se stessi, che si trova;
Perdonando, che si è perdonati;
Morendo, che si resuscita a Vita Eterna.»